# Elisabetta di Hannover
Elisabetta di Hannover (Buckingham Palace, 22 maggio 1770 – Francoforte sul Meno, 10 gennaio 1840) fu un membro della famiglia reale britannica, settima figlia (e terza femmina) del re Giorgio III del Regno Unito.

## Biografia

### Infanzia e gioventù
La principessa Elisabetta nacque a Buckingham Palace, a Londra. Suo padre era il monarca regnante del Regno Unito, Giorgio III, figlio maggiore di Federico, principe di Galles e di Augusta di Sassonia-Gotha-Altenburg. Sua madre era invece la regina Carlotta, nata principessa Carlotta di Meclemburgo-Strelitz.
L'educazione di Elisabetta la portò a crescere piuttosto isolata dal mondo esterno e così trascorse la maggior parte della sua infanzia assieme ai genitori ed alle sorelle; la coppia reale tendeva infatti a riparare i propri figli, in particolar modo le ragazze. In ogni caso, nel 1812, Elisabetta acquistò La Prioria a Old Windsor, nel Berkshire, dove stabilì la sua residenza privata.

### Matrimonio
Durante un ballo a corte nel 1814, Elisabetta incontrò il principe tedesco Federico d'Assia-Homburg; vedendo l'ufficiale austriaco nella sua elegante uniforme da ussaro, Elisabetta avrebbe detto: «Se è libero, lo sposerò!». Contro molte opposizioni, il matrimonio venne celebrato il 7 aprile 1818 nella cappella privata di Buckingham Palace. Non fu una vera e propria "unione d'amore", nonostante l'intendimento ed il rispetto reciproco che la caratterizzava; fu piuttosto un accordo che andava bene ad entrambi. Elisabetta si trasferì quindi con il marito in Germania.

### Ultimi anni
Il 20 gennaio 1820 Federico succedette al padre come Langravio d'Assia-Homburg; grazie alla dote di Elisabetta ed al suo appannaggio annuale, egli fu in grado di ristrutturare il proprio palazzo di Homburg. Dal canto suo, Elisabetta poté abbandonare la rigida etichetta di corte che tanto disprezzava in Inghilterra e riscoprì sé stessa, potendo fare molte più cose in questo suo nuovo ambiente.
Morì 10 gennaio 1840, all'età di sessantanove anni, a Francoforte sul Meno; venne sepolta nel Mausoleo dei Langravi, ad Homburg.

## Titoli nobiliari e stemma

### Titoli
- 22 maggio 1770 – 7 aprile 1818: Sua Altezza Reale La Principessa Elisabetta
- 7 aprile 1818 – 20 gennaio 1820: Sua Altezza Reale La Principessa Ereditaria d'Assia-Homburg[1]
- 20 gennaio 1820 – 10 gennaio 1840: Sua Altezza Reale La Langravia d'Assia-Homburg

### Stemma
A partire dal 1789, in quanto figlia del sovrano, Elisabetta poté utilizzare lo stemma del regno, differenziato da questo mediante un nastro d'argento a tre punte, quella centrale recante una croce rossa, quelle esterne con rose rosse.

## Antenati
|                                                 |                                            |                                               | Genitori                                         |  |  | Nonni |  |  | Bisnonni                 |  |  | Trisnonni               |  |
|                                                 |                                            |                                               |                                                  |  |  |       |  |  | Giorgio II d'Inghilterra |  |  | Giorgio I d'Inghilterra |  |
|                                                 |                                            |                                               |                                                  |  |  |       |  |  | Giorgio II d'Inghilterra |  |  | Giorgio I d'Inghilterra |  |
|                                                 |                                            | Sofia Dorotea di Celle                        |                                                  |  |  |       |  |  | Giorgio II d'Inghilterra |  |  |                         |  |
| Federico di Hannover                            |                                            |                                               |                                                  |  |  |       |  |  | Giorgio II d'Inghilterra |  |  |                         |  |
|                                                 |                                            | Carolina di Brandeburgo-Ansbach               | Giovanni Federico di Brandeburgo-Ansbach         |  |  |       |  |  |                          |  |  |                         |  |
|                                                 |                                            | Carolina di Brandeburgo-Ansbach               | Giovanni Federico di Brandeburgo-Ansbach         |  |  |       |  |  |                          |  |  |                         |  |
|                                                 |                                            | Carolina di Brandeburgo-Ansbach               | Eleonora Erdmuthe di Sassonia-Eisenach           |  |  |       |  |  |                          |  |  |                         |  |
| Giorgio III d'Inghilterra                       |                                            | Carolina di Brandeburgo-Ansbach               |                                                  |  |  |       |  |  |                          |  |  |                         |  |
|                                                 |                                            | Federico II di Sassonia-Gotha-Altenburg       | Federico I di Sassonia-Gotha-Altenburg           |  |  |       |  |  |                          |  |  |                         |  |
|                                                 |                                            | Federico II di Sassonia-Gotha-Altenburg       | Federico I di Sassonia-Gotha-Altenburg           |  |  |       |  |  |                          |  |  |                         |  |
|                                                 |                                            | Federico II di Sassonia-Gotha-Altenburg       | Maddalena Sibilla di Sassonia-Weissenfels        |  |  |       |  |  |                          |  |  |                         |  |
| Augusta di Sassonia-Gotha-Altenburg             |                                            | Federico II di Sassonia-Gotha-Altenburg       |                                                  |  |  |       |  |  |                          |  |  |                         |  |
|                                                 |                                            | Maddalena Augusta di Anhalt-Zerbst            | Carlo Guglielmo di Anhalt-Zerbst                 |  |  |       |  |  |                          |  |  |                         |  |
|                                                 |                                            | Maddalena Augusta di Anhalt-Zerbst            | Carlo Guglielmo di Anhalt-Zerbst                 |  |  |       |  |  |                          |  |  |                         |  |
|                                                 |                                            | Maddalena Augusta di Anhalt-Zerbst            | Sofia di Sassonia-Weissenfels                    |  |  |       |  |  |                          |  |  |                         |  |
| Elisabetta di Hannover                          |                                            | Maddalena Augusta di Anhalt-Zerbst            |                                                  |  |  |       |  |  |                          |  |  |                         |  |
|                                                 | Adolfo Federico II di Meclemburgo-Strelitz | Adolfo Federico I di Meclemburgo-Schwerin     |                                                  |  |  |       |  |  |                          |  |  |                         |  |
|                                                 | Adolfo Federico II di Meclemburgo-Strelitz | Adolfo Federico I di Meclemburgo-Schwerin     |                                                  |  |  |       |  |  |                          |  |  |                         |  |
|                                                 | Adolfo Federico II di Meclemburgo-Strelitz | Maria Caterina di Brunswick-Wolfenbüttel      |                                                  |  |  |       |  |  |                          |  |  |                         |  |
| Carlo Ludovico Federico di Meclemburgo-Strelitz | Adolfo Federico II di Meclemburgo-Strelitz |                                               |                                                  |  |  |       |  |  |                          |  |  |                         |  |
|                                                 |                                            | Cristiana Emilia di Schwarzburg-Sondershausen | Cristiano Guglielmo di Schwarzburg-Sondershausen |  |  |       |  |  |                          |  |  |                         |  |
|                                                 |                                            | Cristiana Emilia di Schwarzburg-Sondershausen | Cristiano Guglielmo di Schwarzburg-Sondershausen |  |  |       |  |  |                          |  |  |                         |  |
|                                                 |                                            | Cristiana Emilia di Schwarzburg-Sondershausen | Antonia Sibilla di Barby-Muhlingen               |  |  |       |  |  |                          |  |  |                         |  |
| Carlotta di Meclemburgo-Strelitz                |                                            | Cristiana Emilia di Schwarzburg-Sondershausen |                                                  |  |  |       |  |  |                          |  |  |                         |  |
|                                                 |                                            | Ernesto Federico I di Sassonia-Hildburghausen | Ernesto di Sassonia-Hildburghausen               |  |  |       |  |  |                          |  |  |                         |  |
|                                                 |                                            | Ernesto Federico I di Sassonia-Hildburghausen | Ernesto di Sassonia-Hildburghausen               |  |  |       |  |  |                          |  |  |                         |  |
|                                                 |                                            | Ernesto Federico I di Sassonia-Hildburghausen | Sofia Enrichetta di Waldeck                      |  |  |       |  |  |                          |  |  |                         |  |
| Elisabetta Albertina di Sassonia-Hildburghausen |                                            | Ernesto Federico I di Sassonia-Hildburghausen |                                                  |  |  |       |  |  |                          |  |  |                         |  |
|                                                 |                                            | Sofia Albertina di Erbach-Erbach              | Giorgio I di Erbach-Erbach                       |  |  |       |  |  |                          |  |  |                         |  |
|                                                 |                                            | Sofia Albertina di Erbach-Erbach              | Giorgio I di Erbach-Erbach                       |  |  |       |  |  |                          |  |  |                         |  |
|                                                 |                                            | Sofia Albertina di Erbach-Erbach              | Amalia Caterina di Waldeck-Eisenberg             |  |  |       |  |  |                          |  |  |                         |  |
|                                                 |                                            | Sofia Albertina di Erbach-Erbach              |                                                  |  |  |       |  |  |                          |  |  |                         |  |